# Marwa Blues
"Marwa Blues" es un instrumental por el músico de rock inglés George Harrison. La pista fue lanzada póstumamente como la sexta de su álbum de 2002, Brainwashed, un año después de la muerte de Harrison, y más tarde lanzada como el lado B de Any Road, y ha sido incluida en la recopilación de "Lo mejor de George Harrison" Let It Roll: Songs by George Harrison, junto a su lado A, Any Road y Rising Sun del mismo álbum.
La canción ganó el 2004 Grammy Premio para Mejor Rendimiento Instrumental.

## Composición
La canción es un instrumental de guitarra, con Harrison con sus mejores habilidades de guitarra slide con acompañamiento de teclado.

## Personal
Acordando a Bill Harry:
- George Harrison – guitarras slide, teclados
- Jeff Lynne – teclado, guitarra acústica
- Dhani Harrison – guitarra acústica
- Ray Cooper – percusión
- Marc Mann – dirección y arreglos de cuerdas